# 山尾順紀
山尾 順紀（やまお じゅんき、1952年（昭和27年）8月30日 - ）は、日本の政治家、僧侶。元山形県新庄市長（4期）、元新庄市議会議員（2期）。

## 来歴

内閣府地方創生推進室より公表された肖像

山形県新庄市の真言宗智山派の円満寺に生まれる。新庄市立沼田小学校、新庄市立明倫中学校、山形県立新庄北高等学校卒業。1975年（昭和50年）3月、大正大学仏教学部卒業。同年4月、新庄市役所に入庁。1998年（平成10年）12月31日、同市役所を退職。
1999年（平成11年）5月、新庄市議会議員に就任。2003年（平成15年）、再選。同年12月、円満寺の住職となる。
2007年（平成19年）8月9日、新庄市長の高橋榮一郎が膵腫瘍のため任期中に死去。これに伴って9月30日に行われた市長選挙に出馬し、前副市長の八鍬長一を破り初当選を果たした（山尾：12,460票、八鍬：10,491票）。
2011年（平成23年）、無投票により再選。2015年（平成27年）、大学教員の新人候補を大差で下し3選。
2019年（令和元年）、元市議会議員の小関淳を55票の僅差で下し4選（山尾：9,187票、小関：9,132票）。
2023年（令和5年）、前山形県議会議員の山科朝則、もがみ物産協会前社長の津藤真知子と山尾との三つ巴となり最下位で落選した（山科：9,545票、津藤：5,649票、山尾：3,916票）。多選のほか新庄インターチェンジ付近への道の駅の整備に消極的だったことが敗因のひとつと言われている。